# Cascadele de pe Iguazú

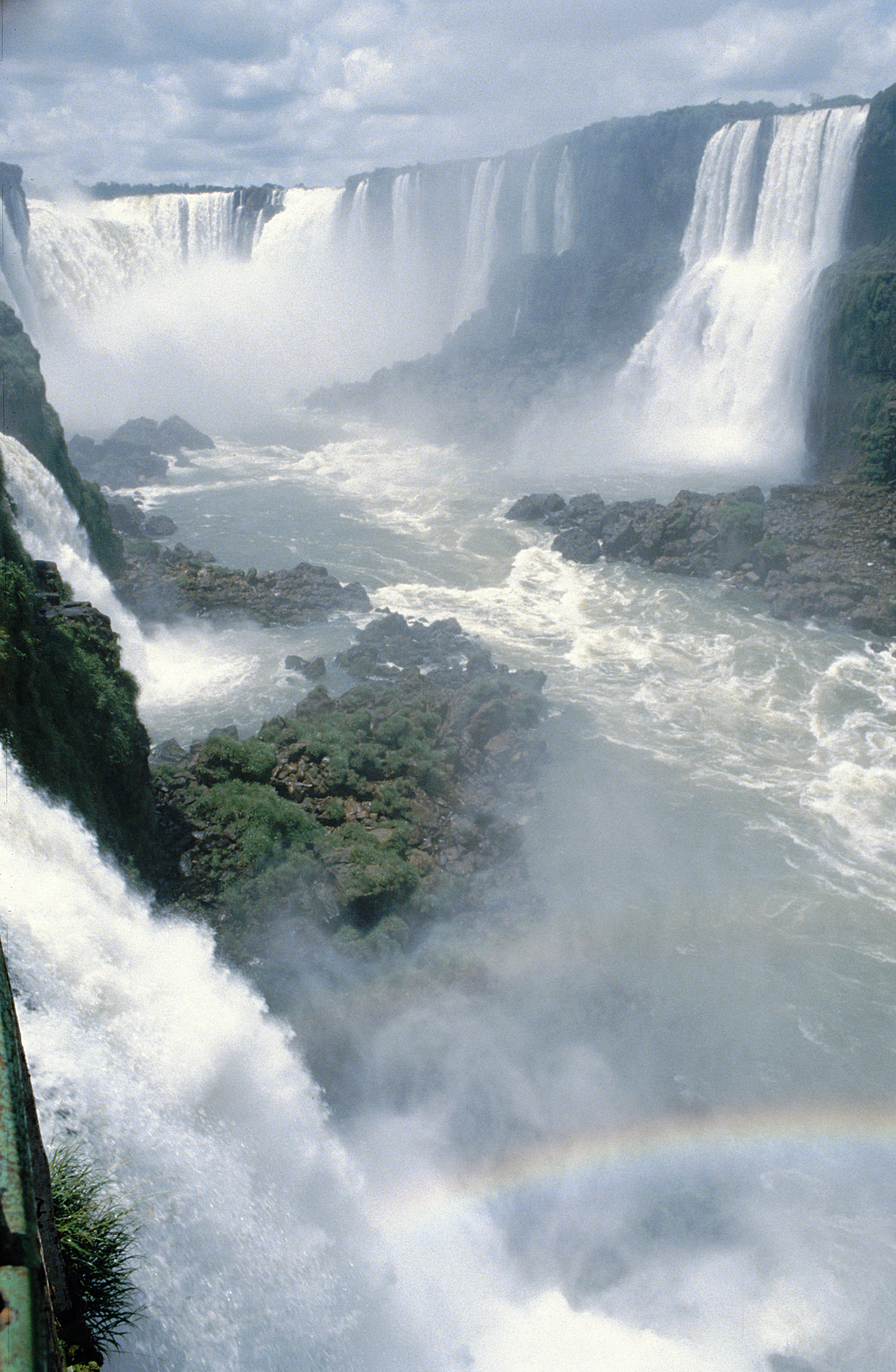
Garganta do Diabo

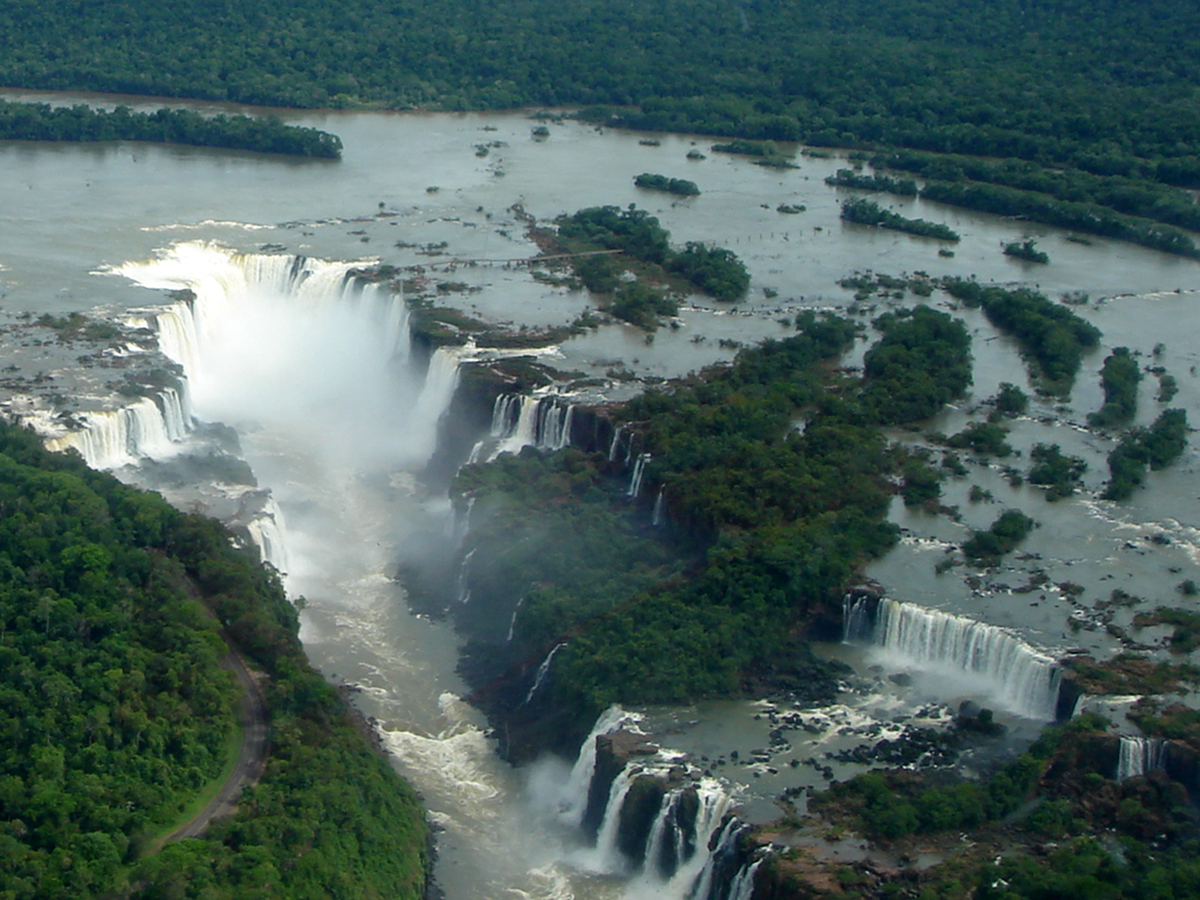

Cascadele de pe Iguazú (portugheză Cataratas do Iguaçu, spaniolă Cataratas del Iguazú) sunt numite de localnici „Garganta do Diabo” (în traducere „Gâtlejul Diavolului”). Cataractele sunt amplasate pe fluviul Iguazú la granița dintre Argentina (provincia Misiones) 80% și Brazilia (statul Paraná) 20%. Cascadele sunt formate din 270 de căderi de apă, situate pe o lungime de 2,7 km, având o înălțime variabilă între 82 și 62 de m, în forma literei U care are lățimea de 150 și lungimea de 700 de m. Cele mai multe căderi de apă se află pe teritoriul Argentinei, panorama lor putând fi admirată de pe teritoriul brazilian. Cascadele sunt despărțite de ca. 900 de insulițe, ele oferă loc de cuibărit pentru unele specii de drepnele. Cataractele sunt situate în Parcul Național Iguazú din Argentina și Brazilia. In anul 1984 regiunea este declarată patrimoniu mondial UNESCO. În apropierea cascadelor se află orașul brazilian Foz do Iguaçu și cel argentinian Puerto Iguazú. Primul european care a descoperit cascadele a fost conchistadorul spaniol „Álvar Núñez Cabeza de Vaca”, una dintre cascadele din Argentina purtandu-i numele.

## Filme turnate la cascadă
- 1960 Cascada Diavolului (Na Garganta do Diabo), regia Walter Hugo Khouri, film turnat de	CINEBRAS - Sao Paulo, Brazilia;
- 1968 Zică ce vor zice (Digan lo que digan), regia Mario Camus, film de coproducție Spania-Argentina